# Xu Yanmei
Xu Yanmei (chinesisch 许艳梅, Pinyin Xŭ Yànméi; * 9. Februar 1971 in Nanchang) ist eine ehemalige chinesische Wasserspringerin. Sie nahm einmal an Olympischen Spielen teil und gewann dabei Gold.

## Leben und Karriere
Xu Yanmeis Eltern arbeiteten in einer Fabrik, in der Flugzeugmotoren gefertigt wurden. Als Achtjährige begann sie ihre sportliche Karriere als Turnerin. Nach zwei Jahren wechselte sie zum Turmspringen. Bei den Asienspielen 1986 in Seoul hatte Xu ihr internationales Debüt und gewann Silber vom Turm. Im Vorfeld der Olympischen Sommerspiele 1988 von Seoul verlor Xu Yanmei den vorolympischen Wettkampf in der südkoreanischen Hauptstadt gegen Guan Xueqing, die sich aber nicht in der chinesischen Olympiaqualifikation durchsetzen konnte. Im olympischen Wettkampf gewann Xu die Goldmedaille mit 445,20 Punkten vor den beiden Amerikanerinnen Michele Mitchell (436,95 Punkte) und Wendy Williams (400,44 Punkte).
1991 zog sich Xu Yanmei von der aktiven sportlichen Karriere zurück. Sie studierte an der Hainan Universität überseeische chinesische Angelegenheiten. Sie arbeitet nun in der Abteilung für Sportwissenschaft des Hainan-Kultur-und-Sport-Büros. 2000 wurde sie in die International Swimming Hall of Fame aufgenommen.